# Crocifisso di Wechselburg
Il crocifisso di Wechselburg è una scultura in pietra collocata sul pontile della basilica di Santa Croce di Wechselburg, in Sassonia, Germania. Databile al 1235 circa, è uno dei capolavori della scultura protogotica tedesca, assieme al crocifisso di Halberstadt.

## Storia

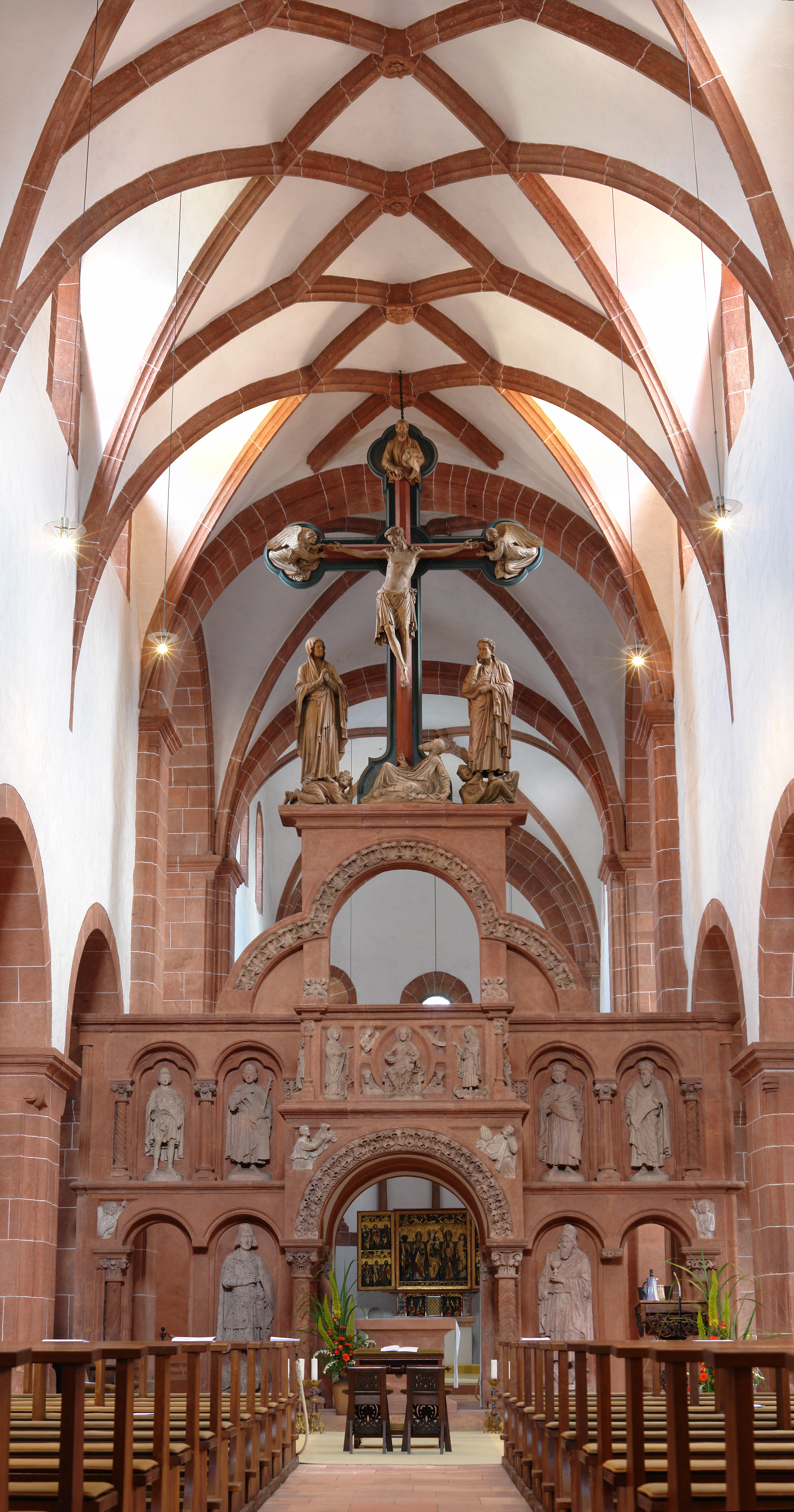
Visione d'insieme del pontile, sormontato dal Crocifisso con le statue laterali.

Il crocifisso viene eseguito attorno al 1235 per il pontile tra aula e presbiterio. La scultura viene affiancata da due statue raffiguranti la Madonna e San Giovanni Evangelista, mentre il resto del pontile, in porfido rosso come altri dettagli dell'interno della basilica, viene ornato da altre sculture e rilievi inquadrati entro un fondale architettonico su più livelli. L'assetto del pontile è stato comunque modificato nel XVII secolo riutilizzando i pezzi originali, ma non è chiaro quanto il pontile attuale si discosti dall'originale.

## Descrizione
La croce vera e propria è collocata di fronte a una sorta di astuccio cruciforme con estremità trilobate, che ne fa da sfondo e contorno. Nel trilobo inferiore si trova Adamo, posto a reggere la croce, nei due centrali stanno due angeli pure posti a reggere il braccio orizzontale della croce, mentre in quello superiore compare il Dio Padre con la colomba, completando l'iconografia della Trinità. Le statue laterali della Madonna e San Giovanni poggiano i piedi figure incoronate, accovacciate e sconfitte, che personifica il giudaismo e il paganesimo.
Il gruppo scultoreo è ben conservato, anche nella policromia originale.

## Stile
Il crocifisso di Wechselburg, stando all'iconografia che presenta, è riconducibile alla tipologia del Christus triumphans, tipicamente medievale, abbinando all'evento della crocifissione anche la Trinità e ottenendo quindi un Cristo che è contemporaneamente crocifisso e Maestà in trono. Questa è già una novità rispetto al crocifisso di Halberstadt, risalente ad appena un quindicennio prima e già di per sé rivoluzionario.
A Wechselburg si assiste a un passo ulteriore nelle forme del Cristo, che ha un atteggiamento più mosso: le gambe non sono più rigide una accanto all'altra, perché i piedi sono inchiodati nello stesso punto. Ciò permette allo scultore di spingere in avanti la gamba anteriore, facendo inarcare l'anca in modo del tutto naturale, senza ricorrere a forzamenti di postura. Questo movimento ne umanizza la figura come vero uomo morente e non più trionfante sulla morte, impostazione accompagnata dagli attributi propri della Passione, ossia la ferita sul costato e la corona di spine, mentre il volto, sofferente e con gli occhi ancora aperti, si volge a sua madre, la Madonna.
Anche le sculture laterali sono più libere rispetto a quelle bizantineggianti di Halberstadt. Le loro vesti, così come il perizoma del Cristo, cadono in panneggi paralleli e stretti, ricadendo fluentemente su spalle e braccia: il rimando alle prime sculture duecentesche del gotico francese nella cattedrale di Laon e sui portali del transetto della cattedrale di Chartres è molto più netto. Il modello più decisivo per l'esecutore del crocifisso di Wechselburg, più delle sculture di Halberstadt, sembra essere il crocifisso della cattedrale di Friburgo in Brisgovia, eseguito pochi anni prima.